# Тугуд, Джон
Джонатан Чарльз Тугуд (англ. Jonathan Charles Toogood; род. 9 августа 1971, Веллингтон) — новозеландский музыкант, фронтмен (вокалист и гитарист) рок-группы «Shihad». Он начал играть на гитаре в возрасте 8 или 9 лет и подружился с Томом Ларкиным, когда учился в средней школе Веллингтона. Тугуд и Ларкин были поклонниками AC/DC и «Metallica» и основали группу Shihad в 1988 году.

## Проекты, не связанные с Shihad

### SML (середина 1990-х)
После того, как их группы были созданы на лейбле «Wildside Records», Тугуд, Ларкин и Найджел Рейган (группа «Head Like a Hole») создали сторонний проект под названием SML. Они записали два альбома в студии «The Stench Room», выпустив «Is That It?» и «Mixdown» в 1995 и 1996 годах.

### The Adults (2009–2012 и 2014–2018)

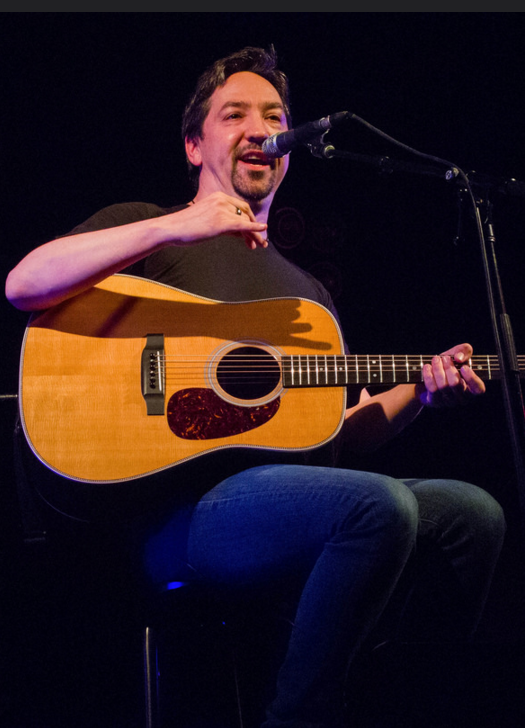
Выступление Тугуда в Окленде, октябрь 2015 года

В 2009 году Тугуд рассказал, что путешествовал по Новой Зеландии, чтобы сотрудничать с другими новозеландскими артистами для проекта, который является «внепрограммным» по отношению к музыке «Shihad». Среди соавторов были Тики Таане, Рубан и Коди Нильсон из «The Mint Chicks», Джулия Динс из «Fur Patrol», Аника Моа , Шейн Картер из «Dimmer»/«Straitjacket Fits» и «Ladi6». В июне 2011 года в Новой Зеландии был выпущен полноформатный альбом «The Adults». Впоследствии Тугуд гастролировал по Новой Зеландии и Австралии под этим названием, к нему на сцене присоединились Динс и Картер.
Второй альбом «The Adults» был записан совершенно другими музыкантами (кроме Тугуда). «Haja» объединил новозеландский хип-хоп и музыку «Aghani Al-Banat» из Судана. Тугуд познакомился с «Aghani Al-Banat», что переводится как «женская музыка», в 2014 году на своей свадебной церемонии на родине жены. Альбом «Haja» был выпущен в 2018 году и достиг 14-го места в национальных чартах. Основной музыкальный вклад Тугуда — это игра на бас-гитаре, а также он поёт в двух песнях. Изначально он не планировал выпускать альбом под названием «The Adults», но его звукозаписывающая компания предложила проекту больше поддержки, если бы он носил это название.
В 2018 году Тугуд получил степень магистра изящных искусств в Университете Мэсси, защитив диссертацию о музыке «Aghani Al-Banat». В 2020 году Тугуд был включён в Зал славы Колледжа творческих искусств Университета Мэсси.

### 2020–2024: «Come Together» и «Last of the Lonely Gods»
Тугуд — ключевой участник «Come Together», динамично развивающейся новозеландской супергруппы, исполняющей классический рок на концертах по всей стране. Группа полностью переиздала восемь альбомов:
- Abbey Road в исполнении The Beatles (2020)
- Brothers in Arms в исполнении Dire Straits (2020)
- Making Movies в исполнении Dire Straits (2023)
- Rumours в исполнении Fleetwood Mac (2023)
- Goodbye Yellow Brick Road в исполнении Элтона Джон (2021)[15]
- Damn the Torpedoes в исполнении Tom Petty and the Heartbreakers
- Harvest в исполнении Нил Янг (2023)
- Live Rust в исполнении Нил Янг (2020)

Туры Come Together «End of Year Bash» 2023 и 2024 годов отказались от полного прослушивания альбомов и вместо этого стали праздновать то, что Тугуд называет «величайшими рок-песнями».

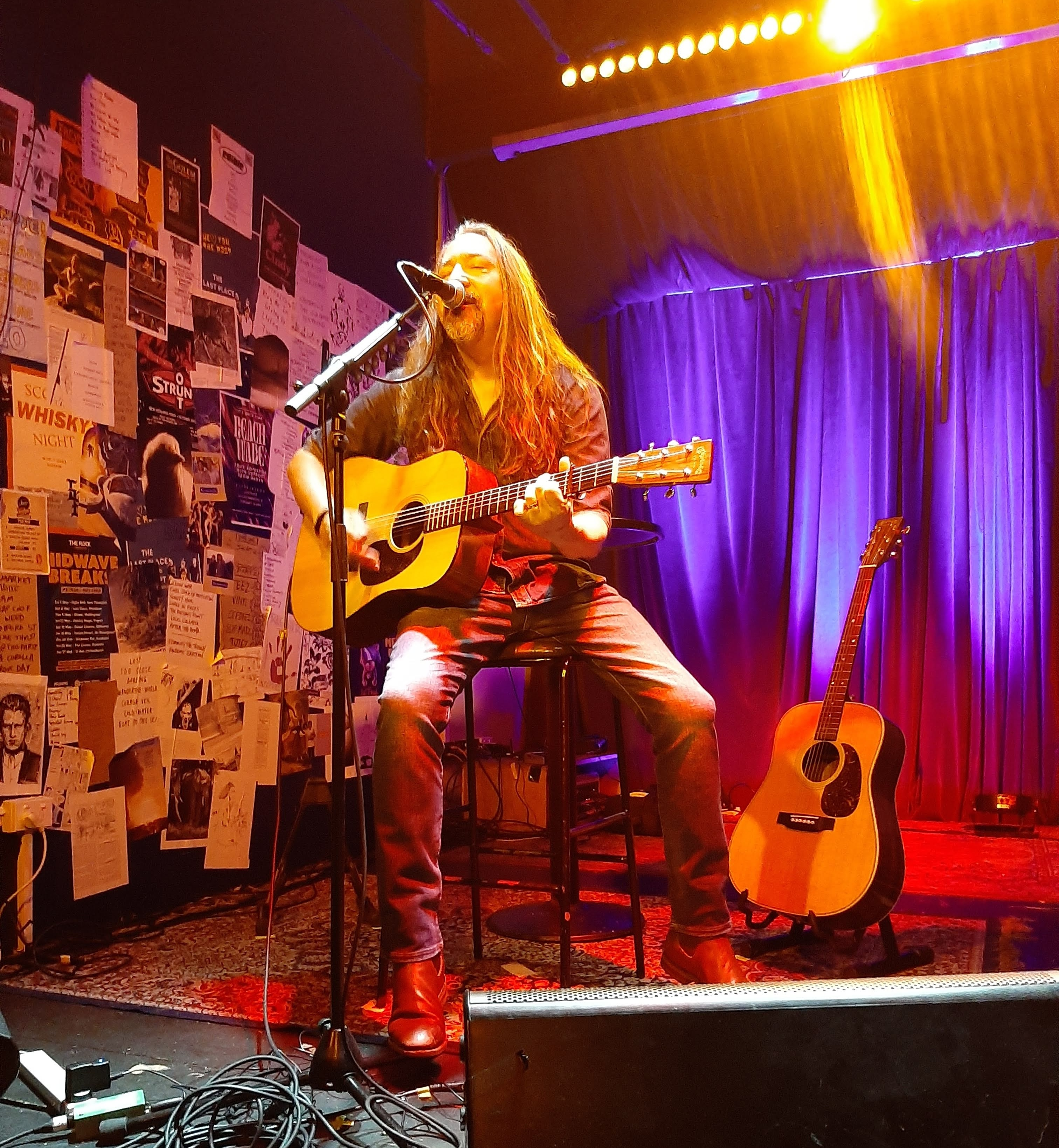
Джон Тугуд выступит с сольным концертом в Last Place Bar, Гамильтон, Новая Зеландия, 7 ноября 2024 года.

в 2024 году вышел дебютный сольный альбом Тугуда «Last of the Lonely Gods». Песни, исполненные на акустической гитаре, были вдохновлены годами того, что он называл «личной бойней». Среди них — локдаун из-за COVID-19 в Мельбурне в 2021 году, из-за которого он не смог увидеть свою мать до её смерти, локдаун в Веллингтоне, из-за которого он был разлучен с женой и детьми, пока жил с сестрой и умирающим зятем, а затем инфекция COVID-19, вызвавшая у него сильный шум в ушах, который мешал ему спать и приводил к паническим атакам.
Работа над альбомом началась после того, как когнитивно-поведенческий терапевт предложил Тугуду играть на гитаре в качестве упражнения на осознанность, что помогло ему облегчить симптомы тиннитуса и тревожности. Альбом вышел в октябре 2024 года.

## Личная жизнь
Родители Тугуда эмигрировали из Англии в Новую Зеландию в 1950-х годах. Его мать происходит из семьи ашкеназских евреев, сменивших фамилию во время Второй мировой войны. Он описывает своих родителей как «явных эгалитаристов».
В старших классах Тугуд был страстным игроком в крикет и одно время был капитаном сборной по крикету среди средних школ Веллингтона.
По состоянию на апрель 2005 года Тугуд был женат на Ронис Пол, от которой у него была падчерица. В 2008 году они переехали в Мельбурн, где уже жила остальная часть группы «Shihad». Брак, который Тугуд позже описал как «сделавший его несчастным», продлился до тех пор, пока его падчерице не исполнилось 18 лет.
В 2014 году Тугуд женился во второй раз в Судане на Дане Салих, суданской мусульманке. Тугуд принял ислам до свадьбы, но публично заговорил о своей религии только после стрельбы в мечетях Крайстчерча в 2019 году. У них двое детей.
Он не является родственником телеведущего Селвина Тугуда.

## Awards

### Aotearoa Music Awards
Премия Aotearoa Music Awards (ранее известная как New Zealand Music Awards (NZMA)) — это ежегодная церемония награждения выдающихся достижений новозеландской музыки, которая вручается ежегодно с 1965 года.
| Год  | Номинируемая работа                        | Категория                            | Результат | Ссылки |
| ---- | ------------------------------------------ | ------------------------------------ | --------- | ------ |
| 1992 | Jon Toogood – Shihad                       | Most Promising Male                  | Номинация | [ 25 ] |
| 1994 | Jon Toogood – Shihad                       | Самый перспективный мужчина          | Номинация | [ 25 ] |
| 1996 | Jon Toogood – Shihad                       | Вокалист года                        | Победа    | [ 25 ] |
| 1997 | Karl Kippenberger & Jon Toogood for Shihad | Обложка альбома года                 | Номинация | [ 25 ] |
| 1997 | Jon Toogood – Shihad                       | Вокалист года                        | Номинация | [ 25 ] |
| 1998 | Jon Toogood – Shihad                       | Вокалист года                        | Победа    | [ 25 ] |
| 2000 | Jon Toogood – Shihad                       | Вокалист года                        | Победа    | [ 25 ] |
| 2001 | Jon Toogood – Shihad                       | Вокалист года                        | Номинация | [ 25 ] |
| 2010 | Jon Toogood (в составе группы Shihad)      | Зал музыкальной славы Новой Зеландии | Член      | [ 26 ] |

## External links
- Тугуд, Джон (англ.) на сайте Internet Movie Database
- Официальный сайт группы «Shihad»
- Официальный сайт группы The Adults